# Grammatophyllum scriptum

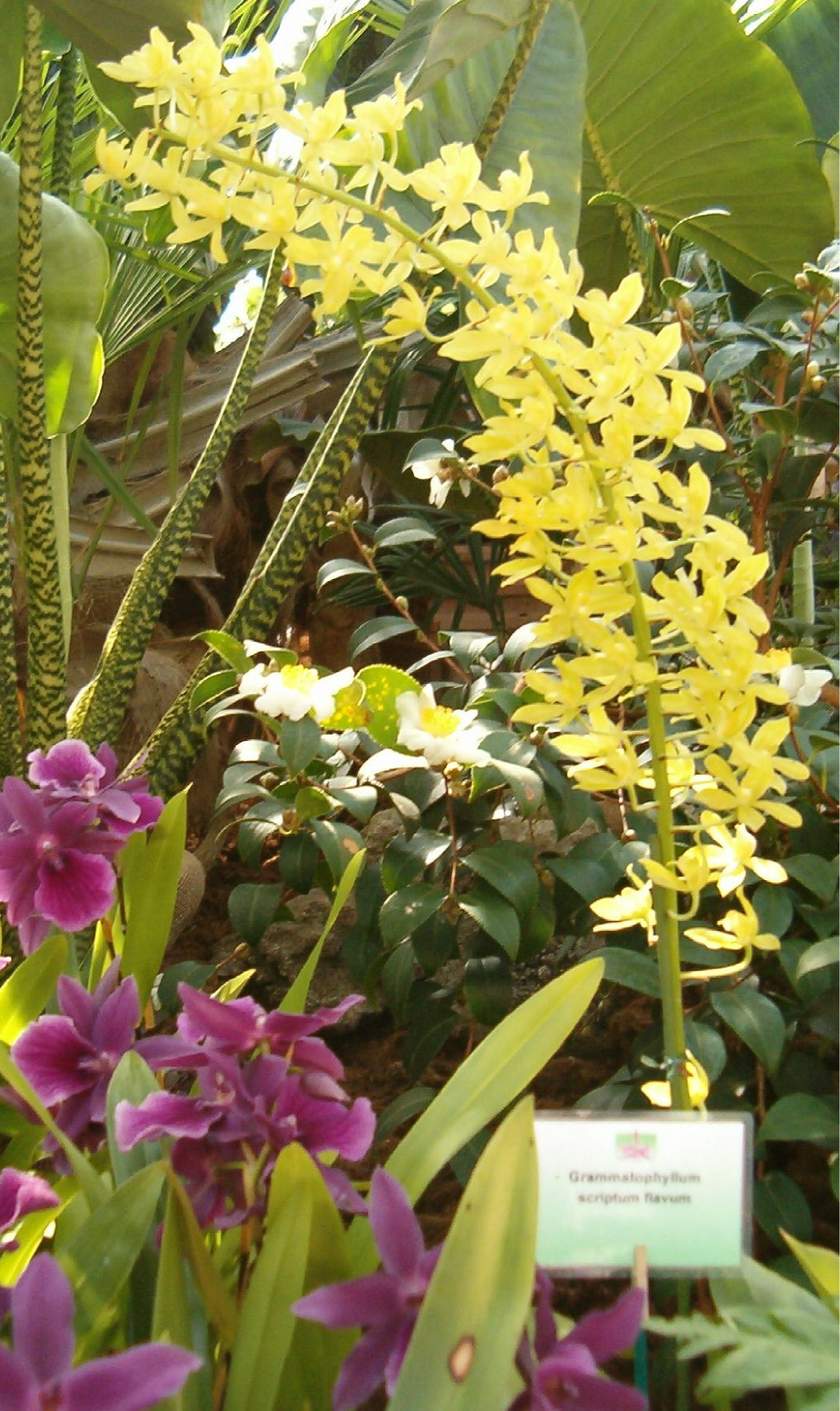

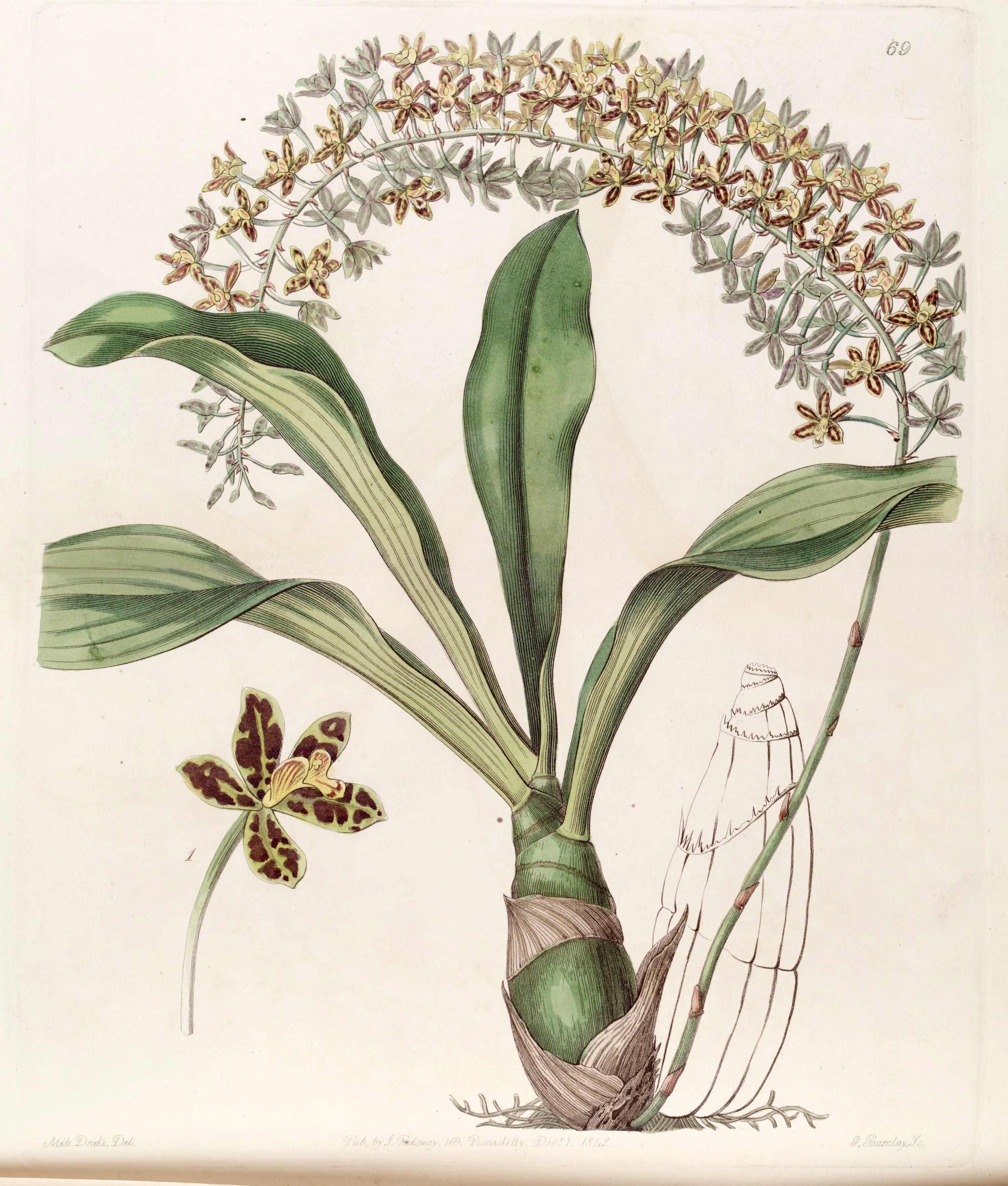
Ilustración

Grammatophyllum scriptum Lindl. Blume 1849 es una especie epífita de la familia de las orquidáceas.

## Descripción
Es una especie de orquídea de tamaño gigante que prefiere el clima caliente a fresco, epífita con pseudobulbo ovoide a elipsoide, comprimido lateralmente, con 5 a 8 grandes hojas coriáceas, ligulada-lineales, de color verde apagado que florece en una inflorescencia basal de 120 cm de largo, erecta a arqueada, con muchas, hasta 100, flores ceráceas, en racimo  resultante de un maduro pseudobulbo , es de color variable, de textura pesada, campaniformes y se producen en los fines de la primavera o verano. 

## Distribución y hábitat
Puede convertirse en una gran planta, se encuentra en el sudeste de Asia y  de Papúa Nueva Guinea donde se encuentra en alturas de 100 metros sobre el nivel del mar siempre cerca de la costa,  en las playas, lagunas, y las plantaciones de coco, en los troncos de los árboles y las ramas, le gusta la luz brillante.

## Cultivo
Un truco para mejorar la presentación de la flor es tomar la parte superior de los pétalos y doblarlos hacia atrás y relajar el ápice del pétalo con los dedos hasta que se ve abierto, permitiendo que la flor se presente plenamente abierta.

## Taxonomía
Grammatophyllum scriptum fue descrita por (L.) Blume y publicado en Rumphia 4: 48. 1849.
Etimología
Grammatophyllum: nombre genérico que deriva de las palabras griegas:   gramma = "carta"  y phyllon= "hoja", en referencia a las marcas oscuras de la flor.
scriptum: epíteto latíno que significa "escrito", participio pasado de Scribo, "escribir", de aplicación desconocida.
Sinonimia
- Cymbidium scriptum (L.) Sw.
- Epidendrum scriptum L.
- Gabertia scripta (L.) Gaudich.
- Grammatophyllum boweri F.Muell.
- Grammatophyllum celebicum Schltr.
- Grammatophyllum leopardinum Rchb.f.
- Grammatophyllum scriptum var. boweri (F.Muell.) Schltr.
- Grammatophyllum scriptum var. minahassae Schltr.
- Grammatophyllum seegerianum Hook.f.
- Vanda scripta (L.) Spreng.[3][4]

## Nombre común
- Orquídea campana